# La fábula de Aracne
La fábula de Aracne, popularmente conocido como Las hilanderas, es un lienzo de Diego Velázquez, conservado en el Museo Nacional del Prado. Esta obra es de los máximos exponentes de la pintura barroca española y está considerada como uno de los grandes ejemplos de la maestría de Velázquez. Temáticamente es una de sus obras más enigmáticas, pues aún no se conoce el verdadero propósito de esta obra.
Según Javier Portús Pérez, conservador y jefe del Departamento de Pintura Española (hasta 1700) del Museo del Prado:

... Las hilanderas  constituye uno de los cuadros en los que es más fácil identificar la personalidad estética del Museo del Prado, una institución cuyas colecciones durante siglos han servido como escuela de diferentes artistas de muy variada procedencia, y a través de los cuales se puede describir una nítida línea de continuidad estilística, al margen de fronteras nacionales. Es un cuadro en el que están presentes a la vez el veneciano Tiziano, el flamenco Rubens y el español Velázquez, es decir, tres de las columnas vertebrales de la colección.

## Historia

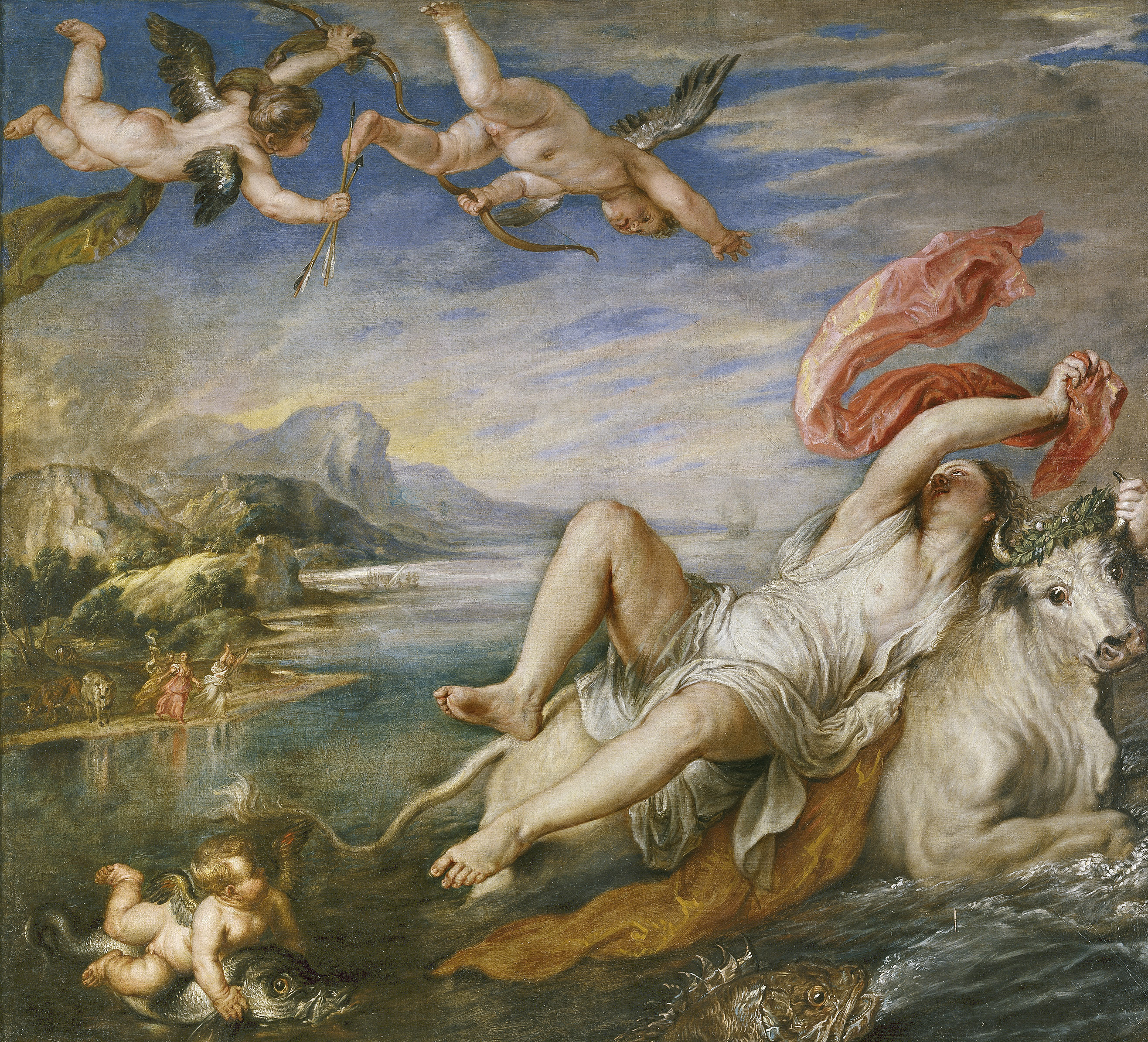
El rapto de Europa (1628, Rubens), Zeus seduce a Europa como un toro blanco. El cuadro de Rubens, que Velázquez representó como el tapiz que tejió Aracne, es una copia del original de Tiziano, pintado entre 1560 y 1562.

Como uno de los representantes diplomáticos de la infanta Isabel Clara Eugenia en las negociaciones para la firma de un tratado de paz entre España y los Países Bajos, Rubens fue llamado a Madrid, donde permanecería desde agosto de 1628 hasta abril de 1629, por el rey Felipe IV para informarse sobre dichas negociaciones. Al compartir taller con él durante su estancia en la corte, Velázquez conoció bien la obra de Rubens, consistente en, además de realizar unas 40 obras originales por encargo del rey y la infanta —entre ellas el Retrato ecuestre de Felipe IV y, más tarde, El juicio de Paris— copiar, o «traducir a su propio estilo», varias de las fábulas mitológicas que Tiziano pintó para Felipe II, y que pertenecían a la colección real del Alcázar de Madrid.
Existen discrepancias respecto a cuándo Veláquez pintó el cuadro. Mientras que algunos expertos lo consideran anterior a Las meninas (1656), de acuerdo con el conservador del Museo del Prado, Javier Portús Pérez, la mayoría considera que la obra es  posterior al segundo viaje que realizó Velázquez a Italia, en 1649.
Se supone que pintó el cuadro hacia 1657, en su etapa de mayor esplendor, para un cliente particular, Pedro de Arce. Como pintor del rey, Velázquez no solía atender encargos privados, pero en este caso hizo una excepción pues Arce era montero de Felipe IV, o sea, organizaba sus monterías (jornadas de caza) y, por tanto, tenía ciertas influencias en la corte de Madrid. En un inventario de los bienes de Arce, realizado en 1664, la obra aparece como Fábula de Aracne. Posteriormente perteneció al duque de Medinaceli, siendo trasladado al Real Alcázar de Madrid a su muerte en 1711. Fue dañado en el incendio de la Nochebuena de 1734, incendio que destruyó por completo al alcázar. Desde el alcázar, fue trasladado al palacio del Buen Retiro y posteriormente se cita como parte de la colección del Palacio Real, citado en los inventarios realizados allí en 1772 y 1794. En 1819, el año de su inauguración, se traslada el cuadro, junto con otras obras de las Colecciones Reales de los Reales Sitios al Real Museo de Pinturas y Esculturas, el actual Museo del Prado.

## Tema

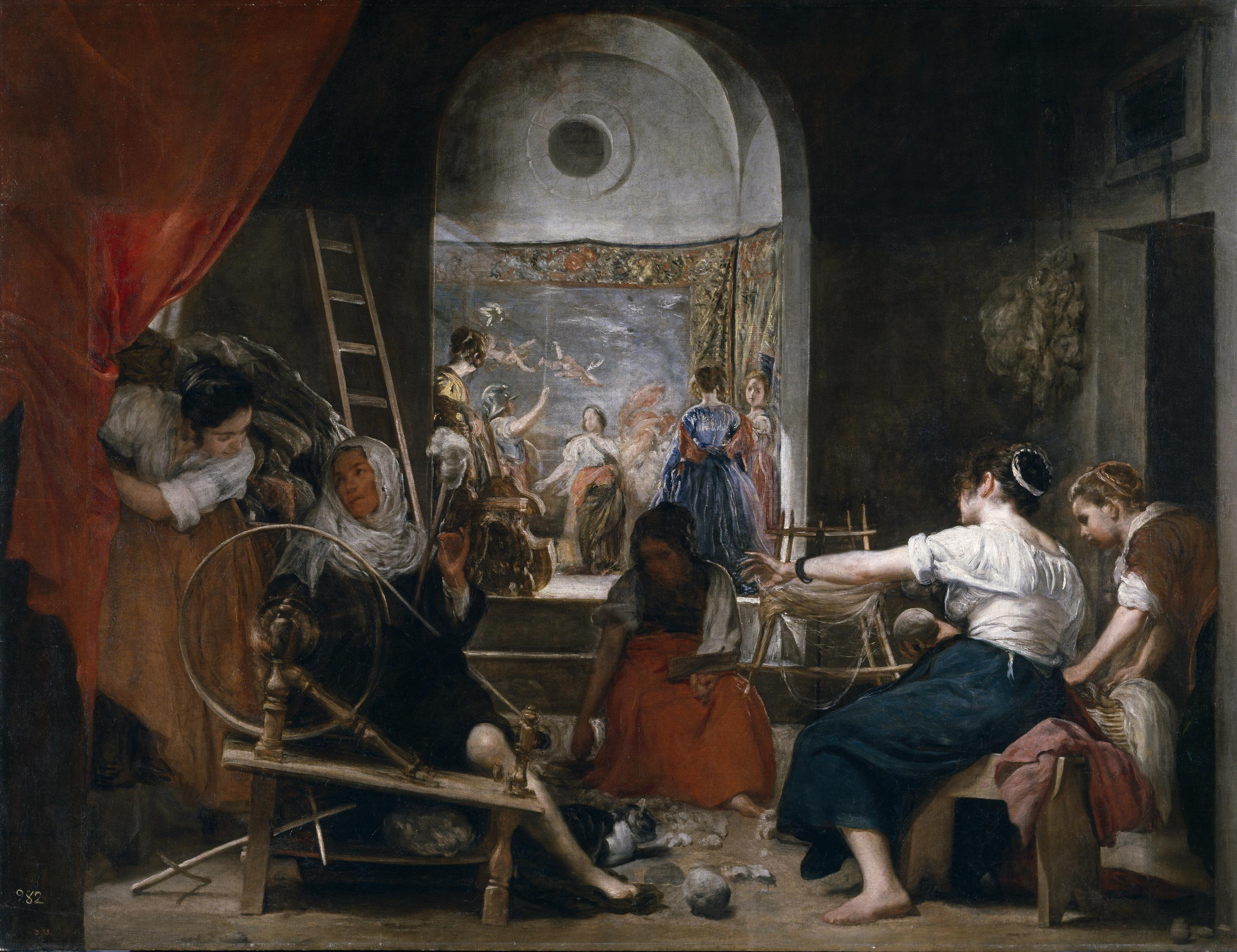
Estado del cuadro con los añadidos ajenos a Velázquez.

En primer plano se ve una sala con cinco mujeres (hilanderas) que preparan las lanas. La mujer de la derecha que viste blusa blanca es «una clara transposición» de una de las figuras de la Bóveda de la Capilla Sixtina. Al fondo, detrás de estas mujeres y en una estancia que aparece más elevada, aparecen otras tres mujeres ricamente vestidas que parecen contemplar un tapiz que representa una escena mitológica.
Durante mucho tiempo se consideró a estas Hilanderas como un cuadro de género en el que se mostraba una jornada de trabajo en el taller de la fábrica de tapices de Santa Isabel de Madrid y que este era su único asunto. Sin embargo, a causa de la propia entidad del cuadro y por la «ambigüedad» de significados presente en algunos de los lienzos más significativos de Velázquez, algunas personas, entre ellas Ortega y Gasset o el historiador del arte español Diego Angulo Íñiguez, apuntaban a un simbolismo mitológico.
Hoy se admite que el cuadro trata un tema mitológico: la fábula de Atenea y Aracne, en una escena del mito de Aracne que se describe en el libro sexto de Las metamorfosis de Ovidio. Una joven lidia, Aracne, tejía tan bien que las gentes de su ciudad comenzaron a comentar que tejía mejor que la diosa Atenea, inventora de la rueca. La escena del primer término retrataría a la joven a la derecha, vuelta de espaldas, trabajando afanosamente en su tapiz. A la izquierda, la diosa Atenea finge ser una anciana, con falsas canas en las sienes. Sabemos que se trata de la diosa porque, a pesar de su aspecto envejecido, Velázquez muestra su pierna, de tersura adolescente.[cita requerida]
Al fondo, se representa el desenlace de la fábula. El tapiz confeccionado por Aracne está colgado de la pared; su tema constituye una evidente ofensa contra Palas Atenea, ya que Aracne ha representado varios de los engaños que utilizaba su padre, Zeus, para conseguir favores sexuales de mujeres y diosas. Frente al tapiz, se aprecian dos figuras. Son la diosa, ataviada con sus atributos (como el casco), y ante ella la humana rebelde, que viste un atuendo de plegados clásicos. Están colocadas de tal manera que parecen formar parte del tapiz. Otras tres damas contemplan cómo la ofendida diosa, en señal de castigo, va a transformar a la joven Aracne en araña, condenada a tejer eternamente.

## Estilo
Velázquez divide la obra en diversos planos, a la manera de aquellos cuadros medievales cuyos grupos han de «leerse» en un orden determinado, como si fuesen páginas de un libro. Consigue que nuestra vista pase de la hilandera iluminada de la derecha, a la de la izquierda, para saltar por encima de la que se agacha en la penumbra hasta la escena del fondo. Allí, una de las mujeres se vuelve hacia el espectador como si se sorprendiese de nuestra incursión en la escena. Poner el mensaje en un segundo plano es un juego típico del Barroco.
En cuanto a los colores, Velázquez usa una paleta casi monocroma, con capas de pintura finas y diluidas. Sobre todo en sus últimas obras, utiliza una gran variedad de tonos ocres, tierras y óxidos, aplicados de una manera poco común a su época: muy diluidos y con pinceles de astas finas y largas. El dominio de Velázquez en el manejo de los pinceles es soberbio, ya que es capaz de definir lo que desea pintar con escasa materia y pocas pinceladas, transformando una mancha en figura, según la distancia del espectador. Usa una pincelada suelta, semejante a la de los impresionistas dos siglos más tarde.
Uno de los puntos más destacables de la técnica de Velázquez es la perspectiva aérea, consiguiendo un efecto «atmosférico» similar al de Las Meninas: consigue crear la sensación de que entre las figuras hay aire que distorsiona los contornos y las difumina, logra captar el espacio que arropa las figuras. 
La destreza del arte de Velázquez destaca también en el dinamismo que imprime al cuadro, dando sensación de movimiento, sobre todo en el giro de la rueda, cuyos radios no alcanzamos a ver por la velocidad a la que está girando y también en el personaje de la derecha, que devana la lana con tanta rapidez que parece que tiene seis dedos.
Hay un «arrepentimiento» visible en la cabeza de la muchacha de perfil de la derecha. 

### Partes añadidas
El lienzo sufrió una modificación cuando pertenecía a las colecciones reales: fue ensanchado por sus cuatro costados —más de 50 cm por la parte superior y 37 cm por los laterales— por lo cual dichas partes (como una ventana circular en lo alto) no fueron pintadas por Velázquez. Se ha supuesto que sufrió daños durante el incendio del Alcázar de Madrid de 1734, y que entonces fue ampliado y montado sobre un bastidor nuevo. En la década de 1980 fue sometido a una restauración muy laboriosa, ya que algunas capas de pintura se desprendían. En esta intervención, se decidió mantener las partes añadidas, si bien actualmente se ocultan al público encajando el cuadro en una doble pared.